# Linia kolejowa Paris-Est – Strasbourg
Linia kolejowa Paryż – Strasburg – ważna francuska linia kolejowa o długości 493 km, która łączy Paryż z wschodnim miastem Strasburg poprzez Chalons-en-Champagne i Nancy. Oficjalnie linia nie zaczyna się od dworca Gare de l’Est w Paryżu: pierwsze 9 km aż do Noisy-le-Sec są wspólne z linią do Miluzy. Linia została otwarta w kilku etapach między 1849 i 1852. Otwarcie linii dużych prędkości LGV Est z Paryża do Baudrecourt w Lotaryngii w 2007 roku zmniejszyła znaczenie odcinka Paryż-Sarrebourg dla ruchu pasażerskiego.

## Trasa
Linia kolejowa Paryż – Strasburg ma wspólny przebieg z linią do Miluzy. Następnie kieruje się na wschód, aż po rzekę Marnę, którą przekracza kilka razy. Główne stacje na tym odcinku są w Meaux, Château-Thierry, Épernay, Châlons-en-Champagne i Vitry-le-François. Po Vitry, nadal w kierunku wschodnim, przecina małe rzeki Saulx i Ornain. Przechodzi przez Bar-le-Duc, i przecina rzekę Mozę pobliżu Commercy. Wchodzi w dolinie Mozeli w Toul, i następuje kieruje się  do Frouard.
Linia następnie biegnie w górę wzdłuż rzeki Meurthe, przez Nancy i Lunéville. W kierunku wschodnim przechodzi przez Sarrebourg i przecina główny grzbiet Wogezów w pobliżu Saverne. Schodzi wzdłuż małej rzeki Zorn aż do Brumath, gdzie skręca na południe i wchodzi w aglomerację Strasburga.